# Ангрекум
Ангре́кум (лат. Angráecum) — род многолетних травянистых растений семейства Орхидные.
Аббревиатура родового названия — Angcm.
Многие представители рода и гибриды с их участием популярны в комнатном и оранжерейном цветоводстве, а также широко представлены в ботанических садах.

## Этимология
Латинизированная форма малагасийского слова angrek или angurek — употребляемого по отношению ко многим орхидеям сходного габитуса.

## История описания
Первое найденное европейцами растение этого рода — Angraecum eburneum. Оно было обнаружено французским натуралистом Бори де Сен-Венсаном на острове Реюньон и описано в 1805 году.

## Синонимы
По данным Королевских ботанических садов в Кью:
- Angorchis Thouars, 1809, nom. illeg.
- Aerobion Kaempf. ex Spreng., 1826
- Macroplectrum Pfitzer in H.G.A.Engler & K.A.E.Prantl (eds.), 1889
- Bonniera Cordem., 1899
- Lepervenchea Cordem., 1899
- Pectinaria (Benth.) Cordem., 1899
- Ctenorchis K.Schum., 1901
- Monixus Finet, 1907
- Dolabrifolia (Pfitzer) Szlach. & Romowicz, 2007

## Биологическое описание

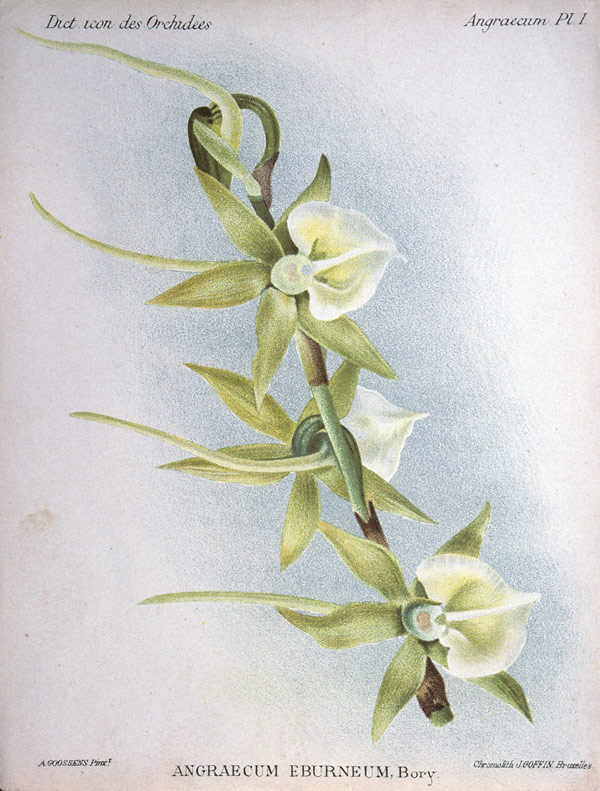
Angraecum eburneum. Ботаническая иллюстрация из книги Cogniaux Alfred, Goossens Alphonse «Dictionnaire Iconographique des Orchidees» 1896 г.

Побег моноподиального типа, псевдобульб не образуют. У некоторых видов побеги ветвящиеся.
Корни хорошо развитые.
Листья суккулентные широколинейные, ремневидные или продолговатые, сближены в двустороннюю розетку.
Цветоносы образуются в пазухах листьев.
Цветки у большинства видов белые, у некоторых жёлтого, зелёного или охристого цвета. Губа имеет длинный шпорец в котором накапливается нектар. Цветки многих видов имеют приятный аромат, наиболее интенсивный в ночное время. Многие виды опыляются различными видами чешуекрылых, чаще бражниками.
Виды имеющие ароматные цветки: Angraecum eburneum, Angraecum equitans, Angraecum erectum, Angraecum leonis, Angraecum longicalcar, Angraecum magdalenae, Angraecum scottianum, Angraecum sesquipedale.

## Ареал и экологические особенности

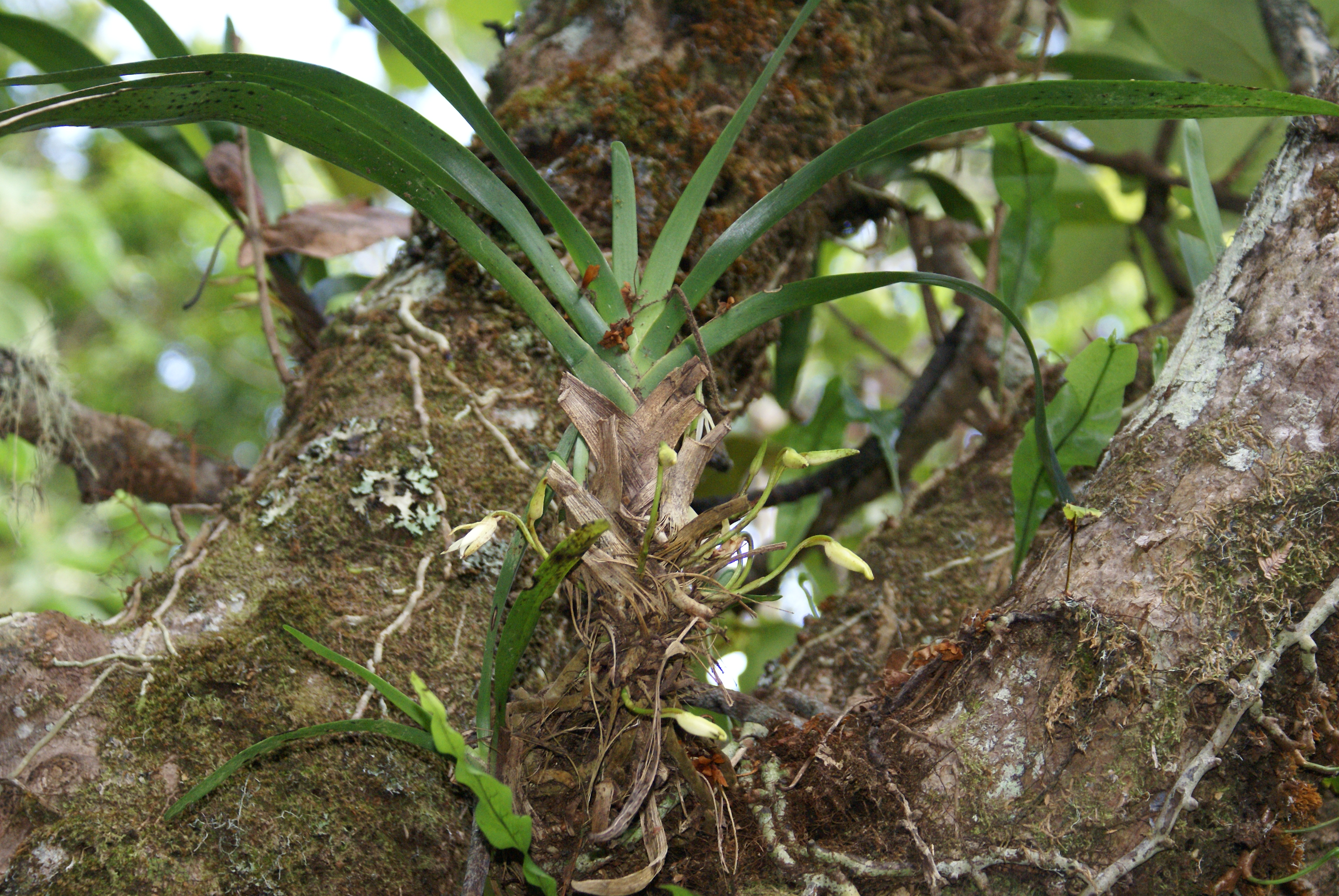
Angraecum borbonicum. Остров Реюньон

Тропическая Африка, Мадагаскар, Коморские острова, Сейшельские острова, Маскаренские острова, Шри-Ланка.
Встречаются на высотах от 0 до 2000 метров над уровнем моря. Эпифиты, реже литофиты.
Климат Мадагаскара формируется юго-восточным пассатом и Южно-Индийским антициклоном. На острове представлены три климатических пояса: тропический муссонный климат на восточном побережье, умеренный морской климат в центральном нагорье и засушливый климат в пустыне на южной оконечности острова. Западное побережье заметно суше восточного, так как пассат теряет влагу на восточном побережье и центральном нагорье. Типичные годичные нормы осадков: 350 см для южного побережья, 140 см для центрального нагорья (Антананариву).

## Виды
На 2010 год, согласно сводке Королевских ботанических садов в Кью, описано более 200 видов. По информации базы данных The Plant List, род включает 221 вид, некоторые из них:
- Angraecum coriaceum †

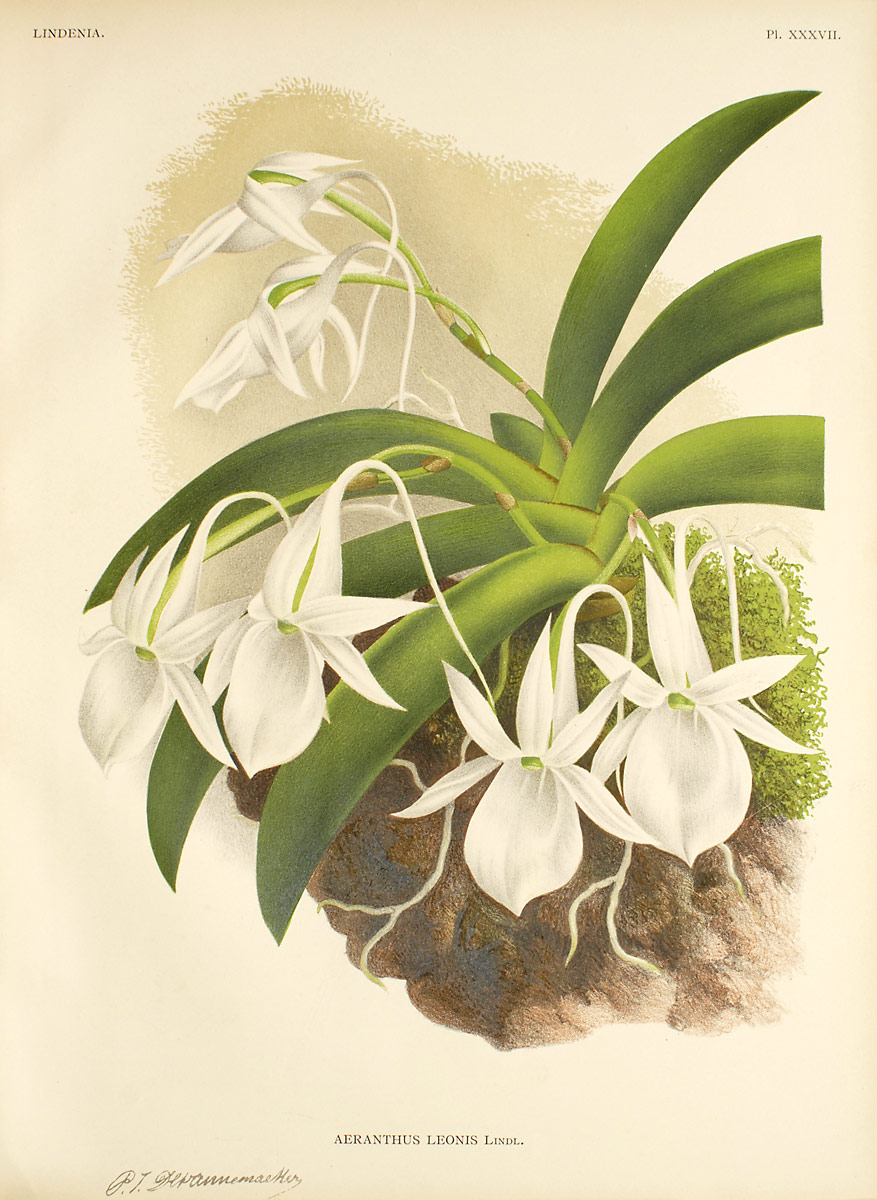
Angraecum leonis
Ботаническая иллюстрация из книги Lindenia Iconographie des Orchidées, 1886.

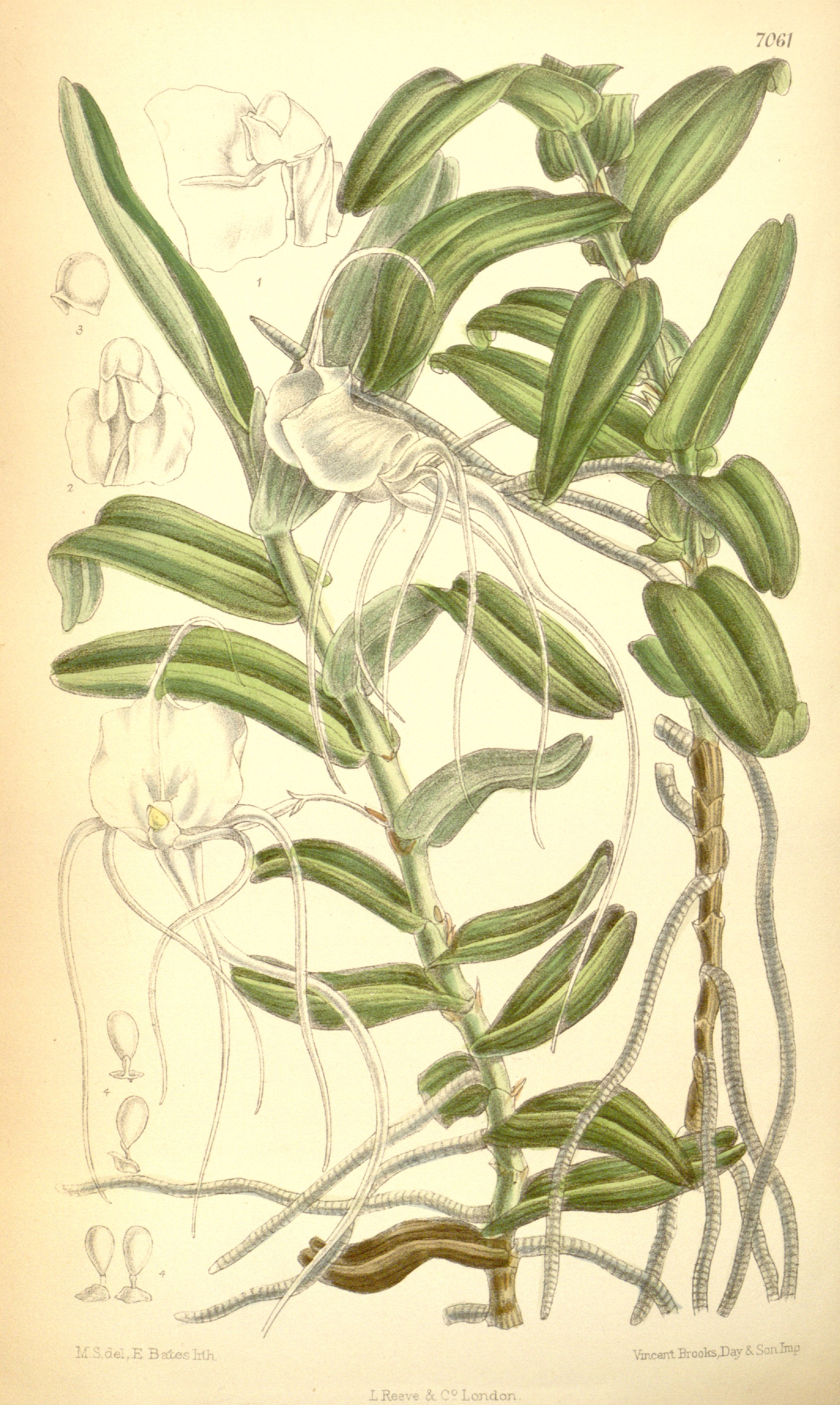
Angraecum germinyanum
Ботаническая иллюстрация из книги Curtis’s botanical magazine, 1889.

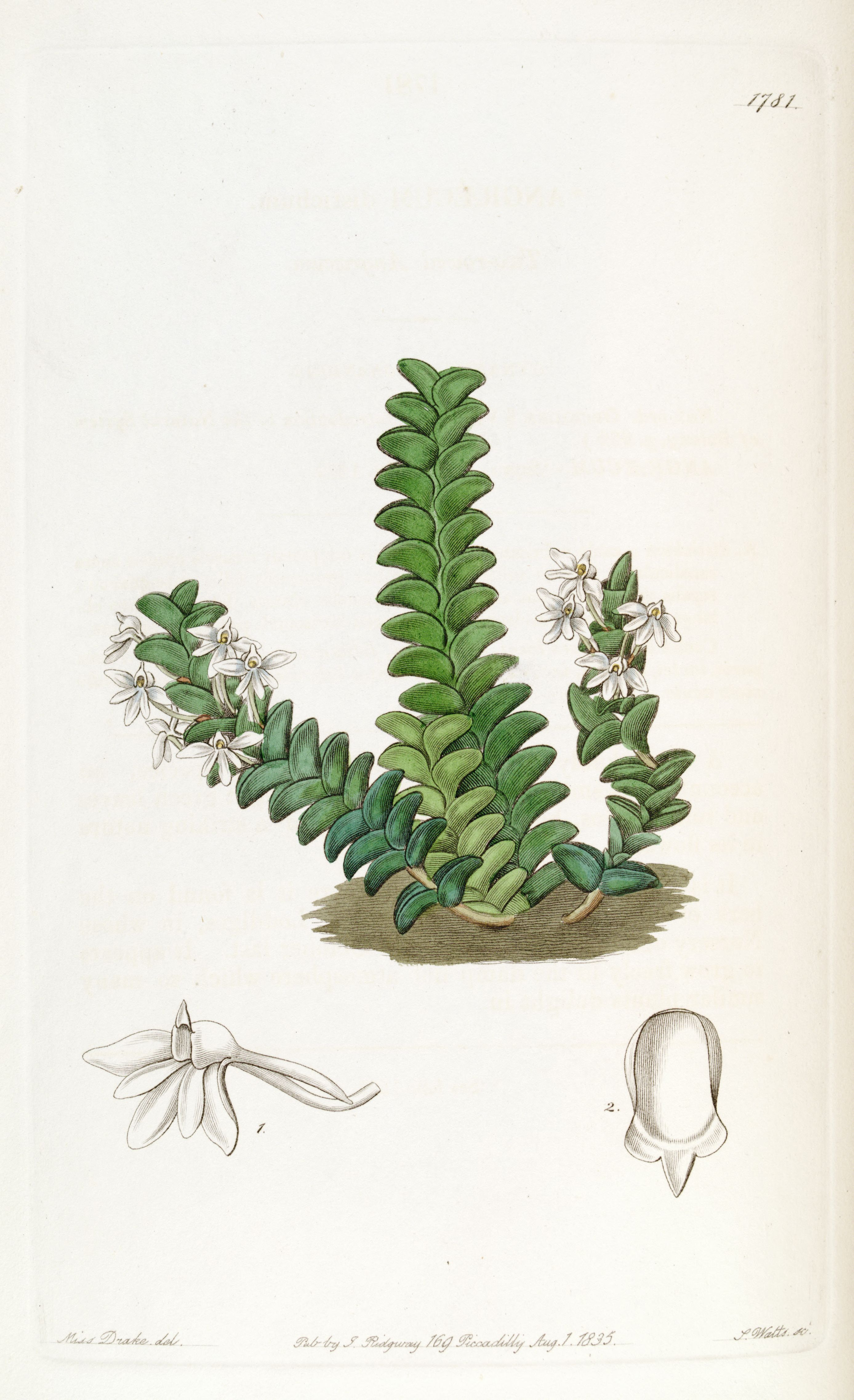
Angraecum distichum
Ботаническая иллюстрация из Edwards’s Botanical Register, 1836.

- Angraecum didieri (Baill. ex Finet) Schltr.
- Angraecum keniae †
- Angraecum magdalenae Schltr. & H.Perrier — Ангрекум Магдалены
- Angraecum palmiforme †
- Angraecum sesquipedale Thouars — Ангрекум полуторафутовый
- Angraecum sesquisectangulum †
- Angraecum viguieri Schltr.

## Проблема охраны исчезающих видов
Все виды рода ангрекум входят в Приложение II Конвенции CITES. Цель Конвенции состоит в том, чтобы гарантировать, что международная торговля дикими животными и растениями не создаёт угрозы их выживанию.

## Первичные внутриродовые искусственныегибриды(грексы)
Зарегистрированы RHS

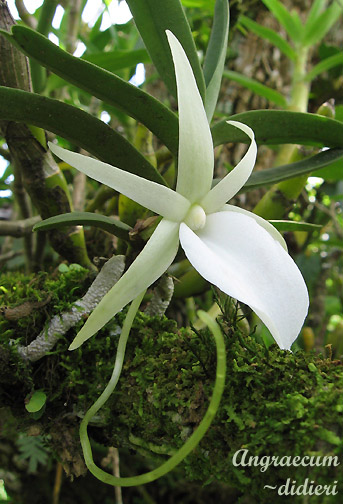
Angraecum didieri

- Angraecum Alabaster — A.eburneum × A.Veitchii — Kirsch, 1960.
- Angraecum Amazing Grace — A.florulentum × A.magdalenae — Takimoto, 1993.
- Angraecum Andromeda — A.North Star × A.compactum — Woodland, 2004.
- Angraecum Appalachian Star — A.sesquipedale × A.praestans — Breckinridge, 1992.
- Angraecum Argonaut — A.Longiscott × A.longicalcar — Hoosier, 2006.
- Angraecum Christmas Star — A.Alabaster × A.eburneum — Kirsch, 1975.
- Angraecum Clare Sainsbury — A.Lady Lisa × A.scottianum — Stewart, 1994.
- Angraecum Crestwood — A.Veitchii × A.sesquipedale — Crestwood, 1973.
- Angraecum Crystal Star — A.rutenbergianum × A.magdalenae — Pulley, 1989.
- Angraecum Cuculena — A.cucullatum × A.magdalenae — Hillerman, 1989.
- Angraecum Dianne’s Darling — A.sesquipedale × A.Alabaster — Yarwood, 2000.
- Angraecum Eburlena — A.eburneum × A.magdalenae — Hillerman, 1984.
- Angraecum Eburscott — A.scottianum × A.eburneum — Hillerman, 1982.
- Angraecum Giryvig — A.eburneum subsp. giryamae × A.viguieri — Hillerman, 1986.
- Angraecum Hillerman’s Last — A.leonis × A.eburneum subsp. superbum — Sweeney, 1999.
- Angraecum Lady Lisa — A.scottianum × A.magdalenae — Williams, 1977.
- Angraecum Lemförde White Beauty — A.magdalenae × A.sesquipedale — Lemförder Orch., 1984.
- Angraecum Longibert — A.eburneum subsp. superbum × A.humbertii — Hillerman, 1983.
- Angraecum Longilena — A.longicalcar × A.magdalenae — Hillerman, 2004.
- Angraecum Longiscott — A.eburneum subsp. superbum × A.scottianum — Hillerman, 1982.
- Angraecum Malagasy — A.sesquipedale × A.sororium — Hillerman, 1983.
- Angraecum Memoria George Kennedy — A.eburneum subsp. giryamae × A.eburneum subsp. superbum — Nail, 1981.
- Angraecum Memoria Mark Aldridge — A.sesquipedale × A.eburneum subsp. superbum — Timm, 1993.
- Angraecum North Star — A.sesquipedale × A.leonis — Woodland, 2002.
- Angraecum Ol Tukai — A.eburneum subsp. superbum × A.sesquipedale — Perkins, 1967.
- Angraecum Orchid Jungle — A.eburneum × A.praestans — Fennell, 1979.
- Angraecum Orchidglade — A.sesquipedale × A.eburneum subsp. giryamae, J.& s., 1964.
- Angraecum Rose Ann Carroll — A.eichlerianum × A.sesquipedale — Johnson, 1995.
- Angraecum Ruffels — A.Eburlena × A.magdalenae — Hoosier, 2006.
- Angraecum Scotticom — A.scottianum × A.eburneum subsp. superbum — Hillerman, 1982.
- Angraecum Sesquibert —  A.sesquipedale × A.humbertii — Hillerman, 1982.
- Angraecum Sesquivig — A.viguieri × A.sesquipedale — Castillon, 1988.
- Angraecum Sorodale — A.sororium × A.magdalenae — RHS, 2005.
- Angraecum Star Bright — A.sesquipedale × A.didieri — H.& R., 1989.
- Angraecum Stephanie — A.Veitchii × A.magdalenae — Hillerman, 1982.
- Angraecum Supercom — A.eburneum subsp. superbum × A.compactum — Hillerman, 1986.
- Angraecum Superlena — A.eburneum subsp. superbum × A.magdalenae — Hillerman, 1983.
- Angraecum Supero — A.eburneum subsp. superbum × A.sororium — Hillerman, 1988.
- Angraecum Supertans — A.eburneum subsp. superbum × A.equitans — Hillerman, 1981.
- Angraecum Suzanne Lecoufle — A.mauritianum × A.dryadum — Lecoufle, 2007.
- Angraecum Veitchii — A.eburneum × A.sesquipedale — Veitch, 1899.
- Angraecum Vigulena — A.magdalenae × A.viguieri — Hillerman, 1987.
- Angraecum White Diamond — A.Supertans × A.equitans — Hoosier, 2000.
- Angraecum White Emblem — A.didieri × A.magdalenae — Matsuda, 1991.
- Angraecum Willa Berryman — A.eburneum × A.Christmas Star — Boersma, 2003.

## Межродовые искусственныегибриды(грексы)
Зарегистрированы RHS
- Angraecentrum Rumrill Prodigy — A.eichlerianum × Ascocentrum pumilum — Rumrill, 1978.
- Angraecostylis Blush — A.eichlerianum × Rhynchostylis coelestis — Wallbrunn, 1982.
- Angraeorchis Mad — A.eichlerianum × Cytorchis arcuata — Rumrill, 1974.
- Angrangis Keystone Heights — A.eichlerianum × Aerangis brachycarpa — MAJ Orchids, 1985.
- Angranthes Arachsor — Aeranthes arachnites × Angraecum sororium — Castillon, 1984.
- Angranthes Christina — Aeranthes neoperrieri × A.rutenbergianum — Hillerman, 1981.
- Angranthes Coquí — Aeranthes arachnites × Angraecum Veitchii — Patterson, 1975.
- Angranthes Cornucopia — Aeranthes arachnites × A.eichlerianum — Rumrill, 1982.
- Angranthes Etoile Filante — Aeranthes neoperrieri × A.magdalenae — Bourdon, 2001.
- Angranthes Grandalena — Aeranthes grandiflora × A.magdalenae — Hillerman, 1978.
- Angranthes Grandibert — Aeranthes grandiflora × A.humbertii — Hillerman, 1989.
- Angranthes Grandidi — Aeranthes grandiflora × A.didieri — Hillerman, 1989.
- Angranthes Grandivig — Aeranthes grandiflora × A.viguieri — Hillerman, 1982.
- Angranthes Granruten — Aeranthes grandiflora × A.rutenbergianum — Hillerman, 1989.
- Angranthes James Kelley — Aeranthes Grandiose × A.leonis — Thoms, 1995.
- Angranthes Lilicaud — Aeranthes caudata × A.liliodorum — Castillon, 1984.
- Angranthes Longilena — Aeranthes longipes × A.magdalenae — Hoosier, 1997.
- Angranthes Lomarlynn — A.magdalenae × Aeranthes ramosa — Ilgenfritz, 1975.
- Angranthes Luna — A.infundibulare × Aeranthes ramosa — Levy, 1984.
- Angranthes Primera — A.eburneum subsp. giryamae × Aeranthes ramosa — Hillerman, 1982.
- Angranthes Sesquimosa — Aeranthes ramosa × A.sesquipedale — Hillerman, 1989.
- Angranthes Walnut Valley Star — A.leonis × Aeranthes grandiflora — Rinke, 2003.
- Angreoniella Ohnishi Akira — A.eichlerianum × Oeoniella polystachys — Onishi, 1986.
- Eurygraecum Lydia — A.sesquipedale × Eurychone rothschidiana — Hillerman, 1986.
- Eurygraecum Walnut Valley — Eurygraecum Lydia (Angraecum sesquipedale × Eurychone rothschildiana) × A.magdalenae — R.& T., 2006.
- Neograecum Conny Röllke — Neofinetia falcata × A.scottianum — Röllke Orchzt., 1990.
- Plectrelgraecum Manerhill — Plecrelminthus caudatus × A.scottianum — Hillerman, 1984.
- Sobennigraecum Memoria Martin Orenstein — A.Veitchii × Sobennikoffia robusta — A.& R., 1985.

## Галерея

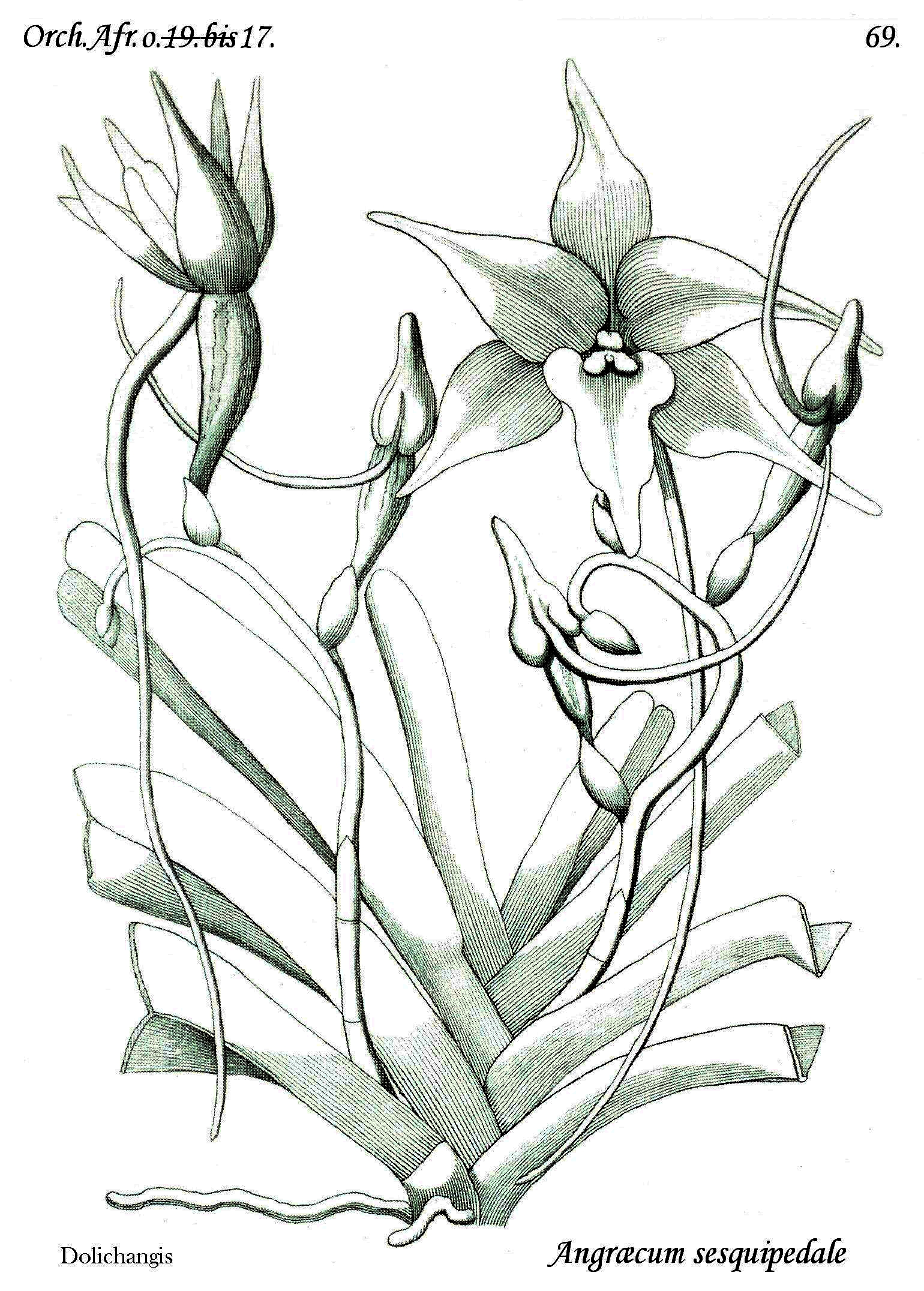
Angraecum sesquipedale. Ботаническая иллюстрация из книги "Histoire particulière des plantes orchidées recueillies sur les trois îles australes d'Afrique". Paris 1822. Pl.69.
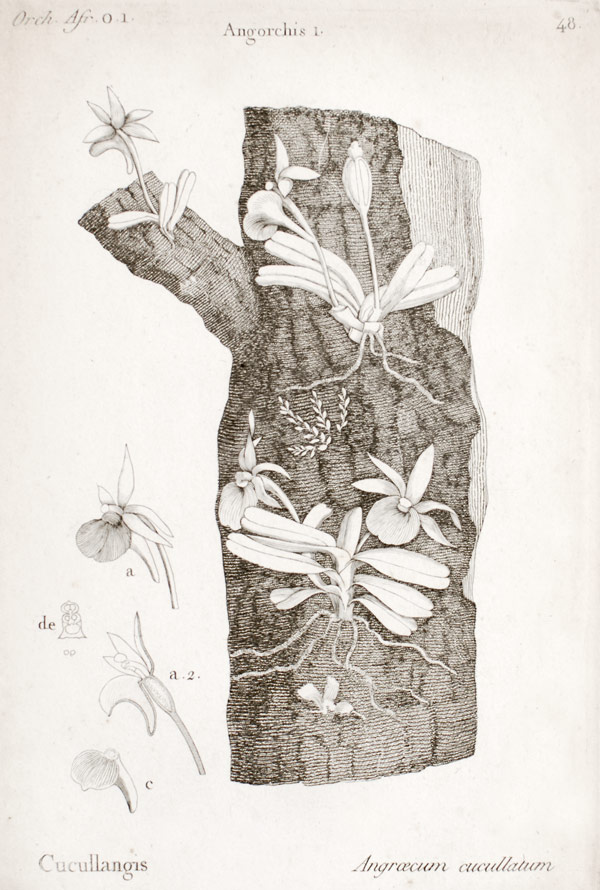
Angraecum cucullatum. Ботаническая иллюстрация из книги Du Petit-Thouars A. Louis Marie Aubert Orchidées des Iles Australes d'Afrique, 1822 г.
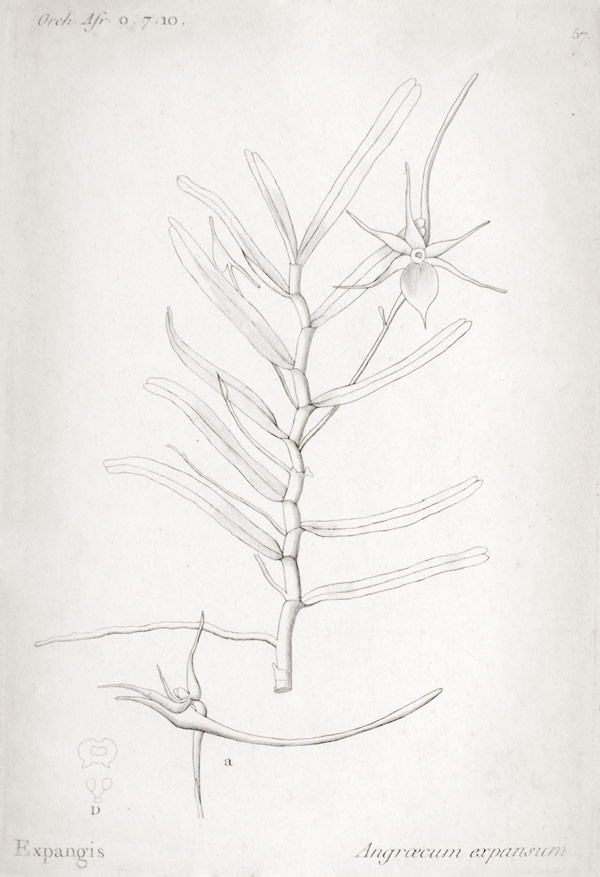
Angraecum expansum. Ботаническая иллюстрация из книги Du Petit-Thouars A. Louis Marie Aubert Orchidées des Iles Australes d'Afrique, 1822 г.
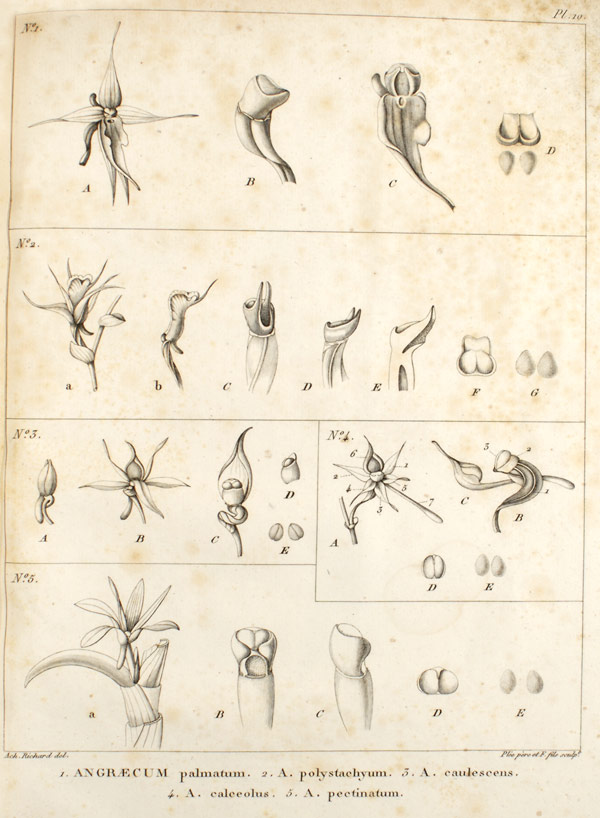
Строение цветка. Ботаническая иллюстрация из книги 	Monographie des Orchidées des Iles de France et de Bourbon, 1828 г.

## В культуре
На протяжении многих лет, этот род был слабо представлен в ботанических садах и частных коллекциях из-за сложностей с транспортировкой растений из природы. В настоящее время многие виды выращиваются из семян или путём клонирования, что сделало их более доступными.

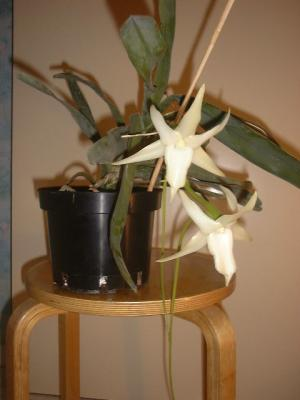
Angraecum sesquipedale

Ангрекумы считаются медленно-растущими растениями. Так Angcm. sesquipedale зацветает примерно
на 10 год жизни.
Информация о условиях культивирования распространенных в коллекциях видов в настоящее время вполне доступна.
Температура.
Большинство ангрекумов относятся к умеренной и теплой температурной группе.
Субстрат.
Ангрекумы содержат в пластиковых и керамических горшках с несколькими дренажными отверстиями на дне, обеспечивающими равномерную просушку субстрата или на блоках.
Эпифитные виды ангрекумов в природных условиях растут на стволах и ветвях деревьев. Влагой, минеральными и органическими веществами их обеспечивают многочисленные фотосинтезирующие воздушные корни, которыми они крепятся к коре деревьев и растительным остаткам скапливающимся в развилках ветвей. Поэтому в комнатной и оранжерейной культуре корням этих растений нужна циркуляция воздуха.
В качестве дренажа, используется керамзит, камни или кусочки пенопласта.
Состав субстрата подбирается в зависимости от температурные условий и относительной влажности воздуха. Ангрекумы в период роста плохо переносят полную просушку субстрата, но не переносят и излишней влажности. Субстрат для посадки готовят из смеси кусочков сосновой коры (от 1 до 3 см), древесного угля и кокосовых чипсов (прессованное и порезанное на кусочки пальмовое волокно), чтобы получившийся субстрат при имеющихся условиях почти полностью просыхал за 3—7 дней. Количество компонентов субстрата можно сократить до одной сосновой коры.
Подкормки специальным удобрением для орхидей (концентрацию см. на упаковке) или комплексным минеральным удобрением (в концентрации в 3—4 раза меньше) раз в две недели.
Полив.
Частота полива должна быть подобрана таким образом, чтобы субстрат внутри горшка успевал почти полностью просохнуть, но не успел высохнуть полностью.
Для некоторых видов важно соблюдать нейтральный баланс pH так как они не переносят накопления солей в субстрате и покрывающем корни веламене. В этом случае для полива растений используется вода прошедшая очистку обратным осмосом с добавлением специально рассчитанных доз удобрений.
Большинство культивируемых видов не имеют ярко выраженного периода покоя.
Относительная влажность воздуха.
Большинство видов встречающихся в культуре можно содержать при 50—70 %. При более низкой влажности могут наблюдаться проблемы с развитием молодых листьев и цветоносов.
Свет.
Большинство видов достаточно светолюбивы, им требуется освещенность не менее 10—15 кЛк, но есть и исключения. Проблемы с отсутствием цветения взрослых экземпляров ангрекумов при содержании в квартирах чаще всего обусловлена недостатком света.
Поскольку представители этого рода растут в низких широтах, для нормального развития им требуется 12 часовой световой день.